# Carbonero el Mayor
Carbonero el Mayor – gmina w Hiszpanii, w prowincji Segowia, w Kastylii i León, o powierzchni 66,35 km². W 2011 roku gmina liczyła 2600 mieszkańców.